# Finale du Grand Prix ISU 2010-2011
Navigation
Édition précédente Édition suivante
La finale du Grand Prix ISU est la dernière épreuve qui conclut chaque année le Grand Prix international de patinage artistique organisé par l'International Skating Union. Elle accueille des patineurs amateurs de niveau senior dans quatre catégories: simple messieurs, simple dames, couple artistique et danse sur glace.
Pour la saison 2010/2011, la finale est organisée du 8 au 12 décembre 2010 au palais omnisports de Pékin en Chine. Il s'agit de la 16e finale depuis la création du Grand Prix ISU en 1995.

## Qualifications
Seuls les patineurs qui atteignent l'âge de 14 ans au 1er juillet 2010 peuvent participer aux épreuves du Grand Prix ISU 2010/2011. Les épreuves de qualifications sont successivement :
- le Trophée NHK du 21 au 24 octobre 2010 à Nagoya
- le Skate Canada du 28 au 31 octobre 2010 à Kingston
- la Coupe de Chine du 4 au 7 novembre 2010 à Pékin
- le Skate America du 11 au 14 novembre 2010 à Portland
- la Coupe de Russie du 18 au 21 novembre 2010 à Moscou
- le Trophée de France du 25 au 28 novembre 2010 à Paris

Les patineurs participent à un ou deux grands-prix. Les six patineurs qui ont obtenu le plus de points sont qualifiés pour la finale et les trois patineurs suivants sont remplaçants.
|             | Messieurs         | Dames            | Couples                                 | Danse sur glace                      |
| ----------- | ----------------- | ---------------- | --------------------------------------- | ------------------------------------ |
| 1           | Takahiko Kozuka   | Miki Ando        | Aljona Savchenko / Robin Szolkowy       | Meryl Davis / Charlie White          |
| 2           | Daisuke Takahashi | Alissa Czisny    | Pang Qing / Tong Jian                   | Nathalie Péchalat / Fabian Bourzat   |
| 3           | Patrick Chan      | Carolina Kostner | Vera Bazarova / Yuri Larionov           | Vanessa Crone / Paul Poirier         |
| 4           | Tomáš Verner      | Kanako Murakami  | Kirsten Moore-Towers / Dylan Moscovitch | Ekaterina Bobrova / Dmitri Soloviev  |
| 5           | Nobunari Oda      | Akiko Suzuki     | Lubov Iliushechkina / Nodari Maisuradze | Kaitlyn Weaver / Andrew Poje         |
| 6           | Florent Amodio    | Rachael Flatt    | Sui Wenjing / Han Cong                  | Nóra Hoffmann / Maxim Zavozin        |
| Remplaçants |                   |                  |                                         |                                      |
| 1er         | Jeremy Abbott     | Kiira Korpi      | Narumi Takahashi / Mervin Tran          | Maia Shibutani / Alex Shibutani      |
| 2e          | Brandon Mroz      | Mirai Nagasu     | Caitlin Yankowskas / John Coughlin      | Madison Chock / Greg Zuerlein        |
| 3e          | Adam Rippon       | Ashley Wagner    | Paige Lawrence / Rudi Swiegers          | Ekaterina Riazanova / Ilia Tkachenko |

## Résultats

### Messieurs

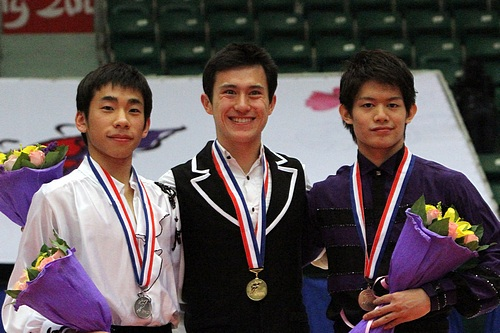
Podium des Messieurs

| Rang | Nom               | Pays     | Points | Programme court | Programme court | Programme libre | Programme libre |
| ---- | ----------------- | -------- | ------ | --------------- | --------------- | --------------- | --------------- |
| 1    | Patrick Chan      | Canada   | 259.75 | 2               | 85.59           | 1               | 174.16          |
| 2    | Nobunari Oda      | Japon    | 242.81 | 1               | 86.59           | 3               | 156.22          |
| 3    | Takahiko Kozuka   | Japon    | 237.79 | 4               | 77.90           | 2               | 159.89          |
| 4    | Daisuke Takahashi | Japon    | 219.77 | 3               | 82.57           | 6               | 137.20          |
| 5    | Tomáš Verner      | Tchéquie | 213.64 | 5               | 65.37           | 4               | 148.27          |
| 6    | Florent Amodio    | France   | 201.90 | 6               | 61.64           | 5               | 140.26          |

### Dames

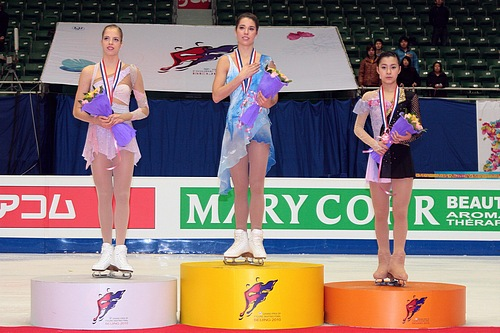
Podium des Dames

| Rang | Nom              | Pays       | Points | Programme court | Programme court | Programme libre | Programme libre |
| ---- | ---------------- | ---------- | ------ | --------------- | --------------- | --------------- | --------------- |
| 1    | Alissa Czisny    | États-Unis | 180.75 | 1               | 63.76           | 3               | 116.99          |
| 2    | Carolina Kostner | Italie     | 178.60 | 2               | 62.13           | 4               | 116.47          |
| 3    | Kanako Murakami  | Japon      | 178.59 | 3               | 61.47           | 2               | 117.12          |
| 4    | Akiko Suzuki     | Japon      | 173.72 | 4               | 58.26           | 5               | 115.46          |
| 5    | Miki Ando        | Japon      | 173.15 | 5               | 50.45           | 1               | 122.70          |
| 6    | Rachael Flatt    | États-Unis | 127.57 | 6               | 45.19           | 6               | 82.38           |

### Couples

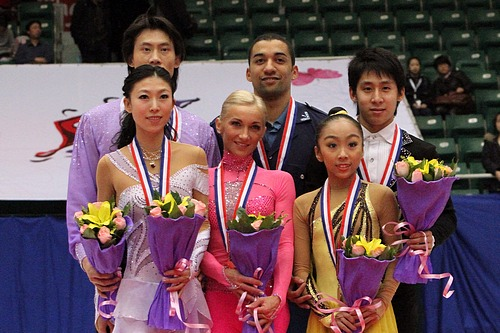
Podium des couples artistiques

| Rang | Nom                                     | Pays      | Points | Programme court | Programme court | Programme libre | Programme libre |
| ---- | --------------------------------------- | --------- | ------ | --------------- | --------------- | --------------- | --------------- |
| 1    | Aljona Savchenko / Robin Szolkowy       | Allemagne | 210.72 | 1               | 74.40           | 1               | 136.32          |
| 2    | Pang Qing / Tong Jian                   | Chine     | 189.93 | 2               | 68.63           | 2               | 121.30          |
| 3    | Sui Wenjing / Han Cong                  | Chine     | 179.04 | 4               | 61.49           | 3               | 117.55          |
| 4    | Lubov Iliushechkina / Nodari Maisuradze | Russie    | 177.44 | 5               | 60.06           | 4               | 117.38          |
| 5    | Vera Bazarova / Yuri Larionov           | Russie    | 176.80 | 3               | 63.86           | 5               | 112.94          |
| 6    | Kirsten Moore-Towers / Dylan Moscovitch | Canada    | 169.57 | 6               | 58.73           | 6               | 110.84          |

### Danse sur glace

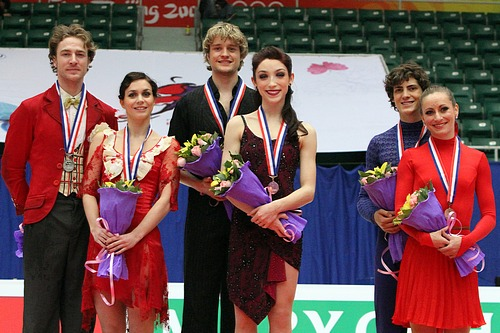
Podium de la danse sur glace

| Rang | Nom                                 | Pays       | Points | Danse courte | Danse courte | Danse libre | Danse libre |
| ---- | ----------------------------------- | ---------- | ------ | ------------ | ------------ | ----------- | ----------- |
| 1    | Meryl Davis / Charlie White         | États-Unis | 171.58 | 1            | 68.64        | 1           | 102.94      |
| 2    | Nathalie Péchalat / Fabian Bourzat  | France     | 162.10 | 2            | 65.66        | 2           | 96.44       |
| 3    | Vanessa Crone / Paul Poirier        | Canada     | 139.74 | 5            | 54.82        | 3           | 84.92       |
| 4    | Ekaterina Bobrova / Dmitri Soloviev | Russie     | 136.75 | 6            | 54.33        | 4           | 82.42       |
| 5    | Kaitlyn Weaver / Andrew Poje        | Canada     | 136.34 | 4            | 55.51        | 5           | 80.83       |
| 6    | Nóra Hoffmann / Maxim Zavozin       | Hongrie    | 132.07 | 3            | 55.98        | 6           | 76.09       |

## Sources
- (en) Résultats de la finale 2010/2011 du Grand Prix ISU sur le site de l'ISU
- Patinage Magazine N°125 (Janvier/Février 2011)